# Mária Prokopp
Mária Prokopp (Budapest, 25 marzo 1939) è una storica dell'arte ungherese, vincitrice del premio Széchenyi.

## Carriera
Dopo aver completato gli studi ginnasiali a Esztergom nel 1957, studia storia dell'arte presso la Facoltà di Lettere dell'Università Eötvös Loránd, laureandosi nel 1962 con una tesi sugli affreschi quattrocenteschi di Esztergom.
Tra il 1962 e il 1968 lavora al Museo Bálint Balassi e al Museo del Castello di Esztergom. Fino al 1976 è ricercatrice presso il Dipartimento di Storia dell'Arte della Facoltà di Lettere dell'Università Eötvös Loránd. Tra il 1977 e il 1993 è ricercatrice senior, divenendo professore associato a partire dal 1993, fino al 2001, anno in cui diventa professoressa universitaria della facoltà.
Dal 1970 effettua regolari soggiorni di studio all'estero. Ha trascorso più volte in Italia con una borsa di studio MÖB e una borsa di studio Mellon presso il Renaissance Research Center dell'Università di Harvard a Firenze, a Villa Tatti. Ha condotto viaggi di studio per studenti in Repubblica Ceca, Polonia e Slovacchia. Innumerevoli le pubblicazioni e le ricerche che l'hanno coinvolta in prima persona.
L'ambito della sua attività didattica e di ricerca è la storia dell'arte italiana, ungherese e mitteleuropea dal XII Secolo al XV Secolo.

## Riconoscimenti
- 1978 - Medaglia commemorativa Gyula Pasteiner (Società Ungherese di Archeologia e Storia dell'Arte)
- 1990 - Medaglia commemorativa Ipolyi Arnold (Società Ungherese di Archeologia e Storia dell'Arte)
- 2007 - Riceve il Premio Jenő Servátiusz e il Premio Eccezionale Coordinatore Erasmus (dal Ministero dell'Istruzione e della Cultura Ungherese)
- 2016 - Cittadino onorario di Esztergom[3]
- 2018 - Medaglia Commemorativa Balassi[3]
- 2019 - La Croce di Mezzo dell'Ordine al Merito Ungherese[4]
- 2021 - Premio Széchenyi[5]